# Vetenskapsåret 1792

## Händelser

### Medicin
- Okänt datum - Benjamin Rush förespråkare för humanare behandling av psykiatripatienter i Pennsylvania.[1]

### Teknik
- Okänt datum - Claude Chappe etablerar den första semaforlinjen, mellan Paris och Lille
- Okänt datum - William Murdoch uppfinner gaslyktan
- Okänt datum -  James Rumsey får patent på vattenturbinen i England.[2]

## Pristagare
- Copleymedaljen: Benjamin Thompson, amerikansk-engelsk fysiker och uppfinnare

## Födda
- 12 januari - Johann Arfvedson, svensk kemist
- 17 februari - Karl Ernst von Baer, estnisk-tysk biolog
- 7 mars - John Herschel, engelsk matematiker och astronom
- 21 maj - Gaspard-Gustave Coriolis, fransk matematiker

## Avlidna
- 29 mars - Gustav III, svensk kung.
- 22 oktober - Guillaume Le Gentil, fransk astronom.

### Fotnoter
1. ↑  Deutsch, Albert (2007). The Mentally Ill in America: a History of Their Care and Treatment From Colonial Times
2. ↑  British patent no. 1903